# 核武師
核武师（缩写AWD）是一个国际性的極端右翼新纳粹主义恐怖組織。该组织成立于2015年，其总部位于美国南部，随后扩散至美国各地及世界多个国家，並被称为“21世纪最暴力的新纳粹运动之一”。
该组织被南方贫困法律中心列为仇恨团体，并被包括英国和加拿大在内的多国政府认定为恐怖组织。核武师成员被认为和多起谋杀案、爆炸事件、未遂恐怖袭击以及其他刑事犯罪行为有關。

## 历史
2015年，核武師由布兰登·鲁塞尔在新法西斯与新纳粹网络论坛 IronMarch.org 上宣布成立。该论坛在2017年关闭前，曾和多个新纳粹恐怖活动及激进暴力组织有关联，包括北欧抵抗运动、国家行动、庞德之家和金色黎明等。在最初的发文中，核武师将自己描述为“一群极端狂热、信仰坚定的同志，既从事激进行动，也进行武装训练。包括徒手格斗、武器使用等多种方式的训练。至于激进行动，我们在现实世界中通过非常规手段传播意识。”
截至2017年，核武师的成员多为年轻人，并在大学內招募新成员。其校园招募海报活动鼓动学生“加入你本地的纳粹！”并宣称“纳粹来了！”。该组织曾在芝加哥大学、中佛罗里达大学、诺福克的老道明大学以及波士顿大学张贴海报。核武师还招募多位退伍军人及现役美军成员，这些人负责训练该组织成员使用枪械及军事战术。一名美国海军军官曾因涉嫌为该组织招募12名成员而被开除，另四名与该组织有关联的美国海军陆战队队员被控贩运和制造枪械。核武師成员还曾试图与亚速营和俄罗斯帝国运动进行联合训练。2020年10月，乌克兰驱逐了两名试图加入亚速营的核武师成员，原因是他们涉嫌煽动谋杀和恐怖主义行为。
截至2018年，核武师与多个新纳粹关联组织以及法西斯撒旦教组织九角骑士团（一个提倡强奸与人祭的组织）存在联系。
2018年的一项调查中，ProPublica 获取了该组织成员撰写的25万条加密聊天记录。据估计，截至2018年年初，核武师拥有约80名成员，而ProPublica则估计人数可能多达100人。根据国际反恐中心的说法，除了60—80名正式成员外，该组织还有大量的“入门成员”。
2020年3月14日，梅森声称核武师已经解散。然而，当时人们普遍认为该组织即将被美国国务院列为外国恐怖组织。反诽谤联盟指出，“这一解散声明的真正目的并非终止其激进活动，而是为了给成员争取喘息空间”。一份由联邦执法机构发布的情报简报警告称，核武师及其分支组织曾讨论过如何利用2019冠状病毒病疫情的机会。2020年3月25日，一名与核武师有关联的密苏里州男子据称计划用汽车炸弹摧毁一家收治新冠病毒感染者的医院，後在与FBI的枪战中被击毙。
根据反恐专家的说法，该组织当时仍然活跃，并继续在欧洲建立附属分支。2020年5月31日，有报道称在俄罗斯发现新的核武师小组。而在此之前，当地安全部门还在瑞士发现了另一个小组，这一发现证实了德国官员的怀疑——瑞士是核武师在德国展开行动的关键枢纽，使其能够规避执法部门追踪。欧洲的安全官员已向美国同行请求协助打击它們，并敦促将其正式列为恐怖组织。
2020年8月，在宣称“解散”数月之后，该组织再次露面，这次以“民族社会主义秩序”的名义重新出现。
2021年4月22日，英国政府宣布将核武师/民族社会主义秩序列为恐怖组织。加拿大和澳大利亚也采取了类似措施，通过全面禁止极右翼组织的行动，取缔了当地的核武师分支。
2022年9月12日，前民族社会主义秩序的成员在其网站上发布一篇博客文章，声称将成立名为“民族社会主义抵抗阵线”的新组织。
根据《Vice》和《卫报》2023年的报道，核武师的成员依然活跃，并且在组织活跃俱乐部网络（一个松散联盟，由多个新纳粹和白人至上主义团体组成）中“扮演关键角色”。核武师在加拿大分支的核心成员帕特里克·戈登·麦克唐纳已被控恐怖主义罪名。另一名北方秩序的创始成员克里斯托弗·尼帕克同样是活跃俱乐部网络的成员。根据新新布藍茲維大學罪学与刑事司法計畫主任大卫·霍夫曼的说法，核武师正在利用活跃俱乐部网络作为掩护，在被定为恐怖组织、受到禁止的地区继续组织活动。
尽管核武师的意识形态强调反对民主与议会制，但该组织的一些核心成员仍在地方极右翼政党中崛起，担任要职、掌握权力。芬兰核武师分支的维尔亚姆·尼曼曾是正统芬兰人党拉普兰地区党部的成员，另一名芬兰成员则是该党的意识形态宣传者，在芬兰人党机关刊物上发表了数十篇文章。爱沙尼亚保守人民党的议员鲁本·卡莱普也曾与核武师成员存在关联。此外核武师四名德国成员也曾是德国另类选择党的地方政治人物。
据《卫报》报道，纽约布法罗、得克萨斯州埃尔帕索以及佛罗里达州杰克逊维尔的大规模枪击案凶手均表示，核武师的理念是他们的灵感来源。”《卫报》还报道称，截至2024年11月10日，核武师已经宣告解散。

## 意识形态
在其宣传视频中，核武师焚烧《美国宪法》和美国国旗，并鼓吹攻击美国联邦政府、少数族裔、同性恋者以及犹太人。这些视频中还包含了对上述群体发动袭击的实际画面。核武师曾参与多起大规模谋杀案，策划破坏供水系统、摧毁北美输电网的部分关键设施，并被指控计划炸毁核电站。该组织的最终目标是透过恐怖主义和游击战手段，暴力推翻美国联邦政府。自2017年以来，该组织已被認為与美国境内8起谋杀案及多起暴力仇恨犯罪有關，包括伤害、强奸以及多起绑架与酷刑案件。
该组织公开宣传新纳粹主义，并深受詹姆斯·诺兰·梅森及其出版物《围攻》的影响。《围城》最初是民族社会主义解放阵线在20世纪80年代中期发行的一份通讯，后来被整理为同名书籍，并成为所有核武师成员的必读教材。詹姆斯·梅森是一名新纳粹分子、大屠杀否认者，他鼓吹谋杀与暴力，意圖制造无政府状态与社会混乱，以此破坏和颠覆现有体制，并曾担任该组织的主要顾问。该组织的核心意识形态还受到其他人物的影响，包括新纳粹分子约瑟夫·托马西、威廉·卢瑟·皮尔斯，以及邪教头目查尔斯·曼森。
核武师是激进极右翼加速主义运动中最具代表性的团体之一，该思想由詹姆斯·诺兰·梅森以及现已关闭的钢铁进军论坛推广流传。在当代新法西斯语境中，极右翼加速主义是一种激进的社会变革理念，认为通过正常的政治活动实现社会变革是无效的。相反，这一思想主张通过暴力恐怖行动作为“助燃剂”，不断加剧国家的混乱，直到政府完全丧失维持基本安全与发展职能的能力。而在这一崩溃的关键时刻，一个“革命先锋党”便可乘机夺权，将原有的民主政府重塑为一个基于威权主义新法西斯理念的“白人民族国家”，建立类似于纳粹德国的体制。
核武师同样深受秘传纳粹主义与神秘学的影响，其为潜在成员推荐的阅读书目中包括萨维特里·黛维以及九角骑士团创始成员安东·朗德著作。后者是英国新纳粹分子及撒旦教领袖。该组织的一些成员还对萨拉菲运动与吉哈德主义形式的伊斯兰教持同情态度。据称，核武师的创始人布兰登·鲁塞尔曾称奥兰多夜店枪击案凶手、宣誓效忠伊斯兰国的奥马尔·马丁为“英雄”。该组织的宣传中也将奥萨马·本·拉登视为偶像，认为基地组织和伊斯兰国的“殉道文化与起义精神”值得效仿。核武师鼓吹所谓的白人圣战，并主张与哈马斯等伊斯兰恐怖组织结盟，其 Telegram 频道亦曾为哈马斯宣传。核武师成员史蒂文·比林斯利曾被拍到佩戴骷髅面具，手持写有“上帝憎恶同性恋”标语的牌子，出现在得克萨斯州圣安东尼奥的一场为奥兰多枪击案受害者举行的烛光守夜中。该标语与仇视同性恋的威斯特布路浸信会有关联。尽管核武师宣传反对共产主义，但其却同情和赞扬朝鲜的主体思想，将其视为种族纯洁与自给自足的典范。

## 刑事控罪
核武师的成员被指控参与多起谋杀案、策划恐怖袭击以及其他刑事犯罪行为。上文是部分在美国因与核武师有关的活动而被起诉或定罪人员的名单。

## 國外分支

### 英國
太阳战争师（英語：Sonnenkrieg Division；在德语中意为“太阳战争”）是核武师在英国的分支，以电子邮件、聊天室讨论、使用相似的名称以及传播类似的宣传资料，与核武师保持联系。该组织于2018年12月浮出水面，当时媒体曝光该组织成员在其Discord服务器上发言称哈里王子是“种族叛徒”，因为他与拥有混血背景的梅根·马尔克结婚，因而应当被枪杀；他们还鼓吹应当强奸并杀害警察，以及处死与非白人约会的白人女性。该组织成立于2018年，据估计当时在英国和欧洲拥有10至15名成员。一些疑似成员被认为曾参与另一新纳粹组织——系统抵抗网络（民族行动的别名之一），该组织与英国发生的多起种族暴力事件和纵火案有关。据BBC报道，该组织的领导人为21岁的安德鲁·迪莫克，以及18岁的奥斯卡·邓恩-科措罗夫斯基。
2018年12月初，作为“对极右翼活动持续调查”的一部分，警方逮捕了三名涉嫌为太阳战争师成员的人士。军情五处主导了政府对极右翼恐怖主义的监控工作。

太阳战争师在部分声明中使用的标志

2019年6月18日，太阳战争师成员邓恩-科措罗夫斯基和19岁的米哈尔·谢夫丘克因恐怖主义罪行被判入狱。根据检方的说法，二人鼓吹“对体制发动全面攻击”，其中邓恩-科措罗夫斯基曾宣称：“恐怖是最好的政治武器，没有什么比对突然死亡的恐惧更能驱使人们行动”，并明确有意付诸行动。此外，二人受到詹姆斯·梅森的影响，后者“很可能代表了当今最具暴力性、革命性和潜在恐怖主义倾向的极右翼极端主义表达方式”。邓恩-科措罗夫斯基因煽动恐怖主义被判处18个月监禁，谢夫丘克则因煽动恐怖主义以及持有恐怖分子可用的资料（如制作炸弹的说明）被判处四年监禁。
希望而非仇恨组织在其年度《仇恨现状》报告中指出，太阳战争师受到了“九角骑士团”的影响，比民族行动更加极端，且可能更加暴力。《仇恨报告》中提到：“一些成员甚至实施了这种撒旦式的幻想行为，目前正流传着关于其成员之间存在强奸和囚禁的指控。”太阳战争师的成员曾分享一段视频，内容是一名女性支持者被该组织的一名男性成员折磨，用刀在其身上刻痕。警方获取的太阳战争师的私密消息中还包括多段虐待女性的画面，例如一名女性被强奸的图像，其身上被刻上了纳粹万字符和北欧符文。
2019年2月20日，18岁的亚采克·特胡热夫斯基在卢顿机场被反恐部门拦截，并因涉嫌恐怖主义被逮捕。警方发现他持有“大量的”有关制造武器和爆炸物的手册，以及纳粹主义宣传材料。在法庭上，有证据显示特胡热夫斯基曾表示，实施一次恐怖袭击是“他的梦想”，且他打算从德国走私枪支和炸药以实现这一目的。检方还出示了他在监狱牢房中写下的笔记本，内容包括：“让我们用恐惧充满内心，用鲜血染红伦敦的街道。”反恐部门负责人理查德·史密斯指挥官表示，特胡热夫斯基与太阳战争师有联系。法官阿努贾·迪尔称他为“一名深受新纳粹思想影响、对撒旦教与神秘学实践抱有兴趣的极端分子”，是“一名需要特别关注的罪犯”。2019年9月20日，特胡热夫斯基因恐怖主义罪行在伦敦中央刑事法院被判处四年监禁。
2019年12月4日，安德鲁·迪莫克被逮捕，并被指控犯有15项恐怖主义罪行，包括煽动恐怖主义及为恐怖组织筹集资金。他第一次被捕是在2018年6月自盖特威克机场前往美国时。警方还就他涉嫌对一名少女实施性侵的案件对他进行了审讯，该案与此前对女性的袭击行为有关。2021年6月12日，迪莫克被判所有指控罪名成立，并于同年7月21日被判处七年监禁。
15岁的莉亚南·鲁德曾被指控策划炸毁一座犹太教堂，并于2020年10月在英国被捕。然而，英国内政部随后撤销了指控，认为“她是人口贩卖的受害者，并曾遭到操控和性剥削”。据称，鲁德受到了核武师和九角骑士团的极端思想影响而激进化。她于2022年5月19日自盡。
2020年2月，太阳战争师成为继民族行动后第二个被认定为恐怖组织并遭取缔的极右翼团体。
2020年9月2日，哈里·沃恩对14项恐怖主义罪行及持有儿童色情制品等指控认罪。沃恩与民族行动和太阳战争师都有联系。警方搜查了他的房子，发现了儿童色情制品、展示如何制造炸弹和雷管的文件，以及鼓吹强奸和谋杀的“撒旦教、新纳粹”组织九角骑士团的书籍。除此之外，他在伦敦中央刑事法院被描述为枪支爱好者，在被捕时与他的两个妹妹住在一起。2023年6月，沃恩对制作儿童色情制品的新指控表示认罪。
2021年3月2日，澳大利亚内政部长彼得·达顿接受澳大利亚安全情报组织的建议，将太阳战争师列为“恐怖组织”，理由是该组织已在澳大利亚产生影响。太阳战争师于2021年3月22日被澳大利亚正式定調为非法组织。
一名来自白金汉郡的男子曾计划于2022年12月袭击他的犹太邻居，并打算将袭击过程直播。2023年，海威科姆青少年法院裁定其参加为期两年的康复计划。据《经济学人》报道，英国的核武师成员参与了2024年英国骚乱。与核武师有关的 Telegram 频道也“协同进行了骚乱的宣传与策划”。

### 德国
2018年6月1日，在一段英德双语的视频《德国核武师：刀锋已磨》（AWD Deutschland: Die Messer werden schon gewetzet）中，该组织宣布在德国建立分支，并承诺进行“一场长期的斗争”。在柏林发现了该组织的宣传单，目标是学生。2019年月，核武师的宣传材料在科隆的一个土耳其人社区被发现，地点是在一起自杀式炸弹袭击的现场，宣传材料中威胁会进行更多类似的袭击。
一名未透露姓名的美国活动家因受到核武师的威胁而移居德国寻求安全。2018年11月，该活动家接到德国联邦刑事警察局的电话，要求其紧急前往当局。警方表示，核武师的成员已前往德国，并且根据 FBI 的线报，该活动家被认为正面临被该组织谋杀的迫在眉睫的危险。
2019年10月，一些自称该组织成员的人向德国政治家杰姆·厄兹代米尔和克劳迪娅·罗特发出死亡威胁。后者是联邦议会议员，具有切尔克斯血统，在寄往她的办公室的訊息中写道：“我们正在计划如何以及何时处决你；是在下一次公众集会中？还是在你家门前？”时任德国总理安格拉·默克尔谴责此死亡威胁，内政部发言人史蒂夫·阿尔特表示，情报机构“早已将该组织列为重点监控对象”。
德国媒体 T-Online 设法揭露了该组织一名成员的身份，出于德国隐私法律的要求，该人被称作“A”。据报道，“A”曾在一个现已关闭的网站上教人如何处理化学品，以及如何制作爆炸物HMTD。他还曾因非法持有防弹装备而有过犯罪记录。文章指出，“A”还精通武术，其社交媒体显示他经常练习射击。此外，该组织在图林根州爱森纳赫附近拥有一处用于集会的房屋。
2020年2月5日，一名22岁的成员在德国巴伐利亚州靠近捷克边境的一座小镇被逮捕，警方从他手中查获了多把枪支。该男子因涉嫌筹备恐怖袭击而受到调查。据德国警方透露，他曾向该组织其他成员表示，自己打算在对“敌人”的袭击中“殉道”。此外，他还涉嫌教唆他人获取并走私非法枪支。
有消息披露，哈雷犹太教堂枪击案的凶手斯特凡·巴利埃特曾持有核武师的宣传材料。
2021年9月，来自黑森州北部施潘根贝格的20岁男子马文·E因涉嫌恐怖主义被捕。调查人员在他处查获了600枚自制爆炸装置。根据调查，他曾与核武师有联系。2023年5月8日，马文·E被裁定罪名成立，其罪名包括：在黑森州建立核武师的地方分部、制造爆炸物、获取枪支并策划使用这些武器发动袭击。他最终被判处3年10个月监禁。
2022年4月，德国11个联邦州的数百名警察对核武师的疑似成员展开突击行动。在被指控的50名成员中，包括一名德国联邦国防军中士。在此次突袭中，警方查获了卡拉什尼科夫步枪、金条、现金以及大量弹药。
经过数月监视后，警方于2022年6月3日在波茨坦采取行动，逮捕一名17岁的新纳粹分子，此人被指控准备实施右翼恐怖袭击。据称，这名青少年曾获取制造武器、弹药和爆炸装置的说明书及所需化学品，还亲自制造了爆炸装置和燃烧装置，并进行了初步的爆炸测试。调查人员表示，在他住所和营业场所发现的证据证实了上述嫌疑。勃兰登堡州检察院以涉嫌准备危害国家安全的严重暴力行为、违反爆炸物法，以及使用违宪组织标志为由对其提起诉讼。
2022年10月4日，对莫里斯·P的审判开始。他被指控为核武师的成员，并因企图谋杀而受到起诉——其罪行是割伤一名牙买加男子的喉咙，险些切断其颈动脉。
2024年11月，德国警方联合奥地利和波兰警方对20处房产进行了突袭，并逮捕了一批与核武师有关联的组织成员。在此次突袭中被逮捕的库尔特·黑塔施、凯文·里希特和汉斯-格奥尔格·普弗尔奇，均为德国另类选择党成员。该组织的头目约尔格·希马内克还参与了非法贩卖卡拉什尼科夫步枪、消音器和弹药等活动。
核武师欧洲分部是由乌克兰人和波兰人组成的子组织，与德国方面有联系。该组织的领导人之一是帕特里克·G，他与极右翼音乐厂牌“新德意志标准”以及极右翼时尚品牌“叶森格伦服饰”（德語：Isegrim Clothing）有关联。波兰警方曾突袭其中一名成员的住所，发现纳粹纪念牌和高端防弹装备。根据德国阿马德乌·安东尼奥基金会于2021年4月19日发布的一项调查，该组织成员们正在获取乌兹冲锋枪，并曾参加乌克兰的亚速训练营。

### 加拿大
核武师在加拿大也设有分支，名为北方秩序，其中包括加拿大武装部队的成员。据悉，该组织的成员曾参加过在美国举办的核武师训练营。调查发现，一名化名为“黑暗异族”（Dark Foreigner）的21岁男子是该组织的成员之一，主要负责为核武师制作宣传材料。该组织曾在魁北克市清真寺枪击案周年之际，在加拿大多座清真寺上涂写新纳粹标语“以示纪念”。渥太华一座被涂污的清真寺外还曾传出过枪声。
一名于核武师有关联的新纳粹分子、加拿大皇家海军现役军人被发现从巴尔干地区向法国马赛的极右翼分子贩卖手枪、突击步枪、手榴弹和RPG-7火箭筒。调查显示，该男子与塞尔维亚的战斗18以及当地另一个新纳粹帮派“塞尔维亚人摩托车俱乐部”存在联系。他曾前往巴尔干地区至少六座城市，与联系人会面并采购武器，相关行踪已经得到证实。
26岁的帕特里克·乔丹·马修斯是加拿大武装部队的一名下士，也是受过训练的爆炸物专家，被指控与核武师有关联并为其招募成员。他还被控与另一个极右翼组织根据地有联系。2019年8月，在《温尼伯自由报》曝光其为新纳粹组织招募成员后，他的卡车在边境附近被发现遗弃，外界怀疑其偷渡进入美国并潜伏起来。2020年1月，马修斯在马里兰州被FBI逮捕。与他一同被捕的还有该组织的另两名成员：33岁的美军退伍军人布赖恩·莱姆利，以及19岁的威廉·比尔布罗四世。根据书面证词，三人曾制造突击步枪，并制造致幻药物DMT以用于神秘仪式。他们还拥有防弹衣、一挺机枪，以及1600多发子弹。三人面临最高50年监禁的刑罚，罪名包括运输机枪、携带枪支和弹药意图实施重罪等联邦武器罪行。马修斯与莱姆利在认罪后分别被判处9年监禁。
根据执法官员的说法，这些人曾计划在即将举行的2020年弗吉尼亚自卫联盟游说日上，从多个位置向人群开火。比尔部落此前还谈到过与亚速营并肩作战的想法。马修斯曾鼓动他人称：“把该死的火车给搞脱轨，杀些人，把水源下毒……如果你想让白人种族存续下去，那你就得尽你他妈的那份力。”莱姆利则表示他迫不及待、很兴奋，“想要拿下我的第一个人头”，并提议可以伏击、杀害警察并夺取他们的装备。
在马修斯事件发生几个月后的2019年11月，另一面加拿大新纳粹分子也试图越境进入美国，但被美国海关及边境保卫局的战术反恐特遣队拦截拘留。执法人员在他身上发现了一支突击步枪、一把霰弹枪、一把手枪，以及大量与核武师相关的宣传资料。根据 FBI 的一份书面证词，该男子计划与美国的新纳粹分子会面，他们此前曾讨论过袭击电力变电站，以制造大范围停电。
2020年9月18日，多伦多警方逮捕了34岁的吉列尔梅·“威廉”·冯·诺伊特根，并以谋杀罪起诉他。受害者穆罕默德-阿斯利姆·扎菲斯是当地一座清真寺的管理员，被发现时喉咙被割破，已经死亡。多伦多警方表示，此案可能与几天前发生的另一起凶杀案——兰普里特·辛格被刺身亡案有关。冯·诺伊特根是九角骑士团的成员，警方确认他的社交媒体账户宣扬该组织的思想，其社交媒体上还有他吟唱撒旦教咒语的视频。警方在其家中还发现了一个祭坛，其上装饰有九角骑士团的象征符号。加拿大反仇恨网络的埃文·巴尔戈德表示，他们已经发现加拿大境内还有更多九角骑士团成员，以及与之相关的组织“北方秩序”的存在。
2020年10月，加拿大军队展开内部调查，此前一名隶属于联合反应部队的特种部队士兵被确认是北方秩序和九角骑士团的成员。根据南方贫困法律中心的说法，该男子是“这些组织中相当知名、地位极高的人员之一”，且与帕特里克·马修斯和詹姆斯·梅森有交情。
2021年2月3日，该组织被正式认定为恐怖组织。
2022年5月，加拿大皇家骑警以涉嫌与核武师有关联而对安大略省的塞思·伯特兰提出恐怖主义指控，他还因破坏一个跨性别者中心而被起诉。2022年6月，皇家骑警突袭了魁北克乡村地区圣费迪南和普莱西维尔的数处住宅，这些住宅据称与核武师有关。《拉普莱斯报》随后报道称，这些突击行动与维多利亚维尔一座废弃学校建筑内的核武师训练营有关。北方秩序的成员帕特里克·戈登·麦克唐纳于2023年7月5日被加拿大警方逮捕，被控参与恐怖组织、协助恐怖活动，以及代表恐怖组织实施犯罪。
2023年12月8日，安大略省的两名男子克里斯托弗·尼帕克和马修·奥尔索普被控为核武师制作宣传材料及参与恐怖组织。2024年10月30日，一名名叫亚历山大·穆卡的加拿大核武师成员被捕。据称，穆卡窃取了160家公司的客户資料，并以此进行敲诈勒索。仅 AT&T 一家公司就支付了37万美元以换取删除被窃取的資料。

### 波罗的海国家

烈火战争师的旗帜

2018年10月，一个模仿核武师的团体在波罗的海国家成立，该组织自称为“烈火战争师”（英語：Feuerkrieg Division，在德语中意为“烈火战争”，简称FKD）。其驻地很可能位于萨雷县，其领导层的数名成员就住在那里。2019年年中，该组织因对比利时欧洲议会议员伏思达和YouTube首席执行官苏珊·沃西基发出死亡威胁而受到关注。此前，它曾赞扬迪伦·鲁夫、罗伯特·鲍尔斯、蒂莫西·詹姆斯·麦克维和布伦顿·塔兰特的行为，并鼓动对政府官员、犹太人、性少数群体、左翼人士和女权主义者发动暴力袭击。该组织制作的宣传视频显示其成员在爱沙尼亚制造并引爆自制爆炸装置。烈火战争师还在内部传播关于制作TATP炸弹的视频，这种物质曾被伊斯兰国用于曼彻斯特体育场爆炸案中。2019年6月13日，烈火战争师宣布其在爱尔兰建立了分部，并鼓励来自英国、美国、加拿大和德国的人加入跨大洲网络。同年晚些时候，爱尔兰警方宣布已经将一名参与谋杀的核武师网络成员驱逐出境。
根据爱沙尼亚国家广播电视台的调查，爱沙尼亚保守人民党籍国会议员鲁本·卡莱普被发现于英国前民族行动成员存在关联。这些英国新纳粹分子后来组建了核武师的英国分支，并在卡莱普的故乡爱沙尼亚设置了本地分支，即烈火战争师。美国反诽谤联盟和英国希望而非仇恨也证实，美国、英国的新纳粹分子以及乌克兰亚速营的成员曾多次前往塔林，并于卡莱普和烈火战争师共同组织活动。据称这些合作最初始于2019年初，烈火战争师在成为发展完全的分支前则由太阳战争师进行协调。此外，芬兰抵抗运动及其后继组织AWD芬兰也曾与该组织协作。据称，卡莱普为通过其青年组织蓝色觉醒招募的一些青年组织了手枪和突击步枪的武器训练。这些青年中的一部分人戴着与核武师相关的骷髅面具，并被拍到行纳粹礼。卡莱普曾公开声称，他们为武装斗争和法律秩序的崩溃做好了准备。对此，爱沙尼亚内部安全局此前已对其活动表达了担忧。
2019年9月2日，英国警方因策划实施大规模枪击和纵火袭击逮捕了一名16岁的烈火战争师成员。这名陆军少年军官曾公开表示对阿道夫·希特勒和詹姆斯·梅森的钦佩。检察官米歇尔·纳尔逊表示，该人信奉“神秘学纳粹主义”和撒旦教。据称，该人曾勘察达勒姆地区犹太教堂，为袭击做准备，并与另一名男子讨论从其手中购买枪支。他还试图从一位新纳粹朋友那里获取一种危险化学品。该少年在日记中写道，他需要“舍弃共情”，以为袭击做好准备。该组织还公开了警察局的地址、拘留所和训练中心的位置作为报复，并鼓动其成员及同情者刺杀西米德兰兹郡警察局长戴夫·汤普森。他们补充说，所有警察都是“背叛种族者”，警察局应被“视为任何本地民族社会主义者的高价值目标”。2019年11月20日，该少年被判定准备实施恐怖袭击及多项其他恐怖主义罪名成立，目前已被拘押，等待宣判。除了恐怖袭击，他还被指控性侵一名12周岁的女孩。最终，他因五起性侵案以及恐怖袭击被定罪。
2019年10月8日，烈火战争师宣布对立陶宛维尔纽斯街西联汇款办公楼的未遂爆炸案负责，并发布了炸弹制作过程的视频，声称“我们的威胁不是空谈”。有人还在该建筑物上喷涂了纳粹符号。次日，21岁的卢克·亨特在伦敦出庭，因涉嫌支持烈火战争师及鼓动屠杀犹太人、有色人种和同性恋者而被控恐怖主义罪名。2020年12月，他被判处四年监禁。随后，一名21岁的立陶宛人格季米纳斯·贝尔任斯卡斯被逮捕并以爆炸罪起诉。立陶宛警方从其住所中查获了大量爆炸物和武器。调查还披露，他所参与的团伙曾因残暴殴打一名少女并实施性侵而被指控。此外，爱沙尼亚国内安全局表示，其行动曾成功阻止烈火战争师的另一名成员在爱沙尼亚发动类似爆炸袭击的计划。
2020年1月16日，一名22岁的拉脱维亚人阿图尔斯·艾斯普尔斯因涉嫌制造炸弹、准备实施恐怖袭击而被起诉。他计划在赫尔辛基的新年庆祝活动中，在人群中引爆炸弹，目标是“穆斯林和外国人”。警方在搜查其住所时，发现了大量新纳粹宣传材料，证明他与该新纳粹网络有关联。作为回应，烈火战争师宣布终止其公开活动。然而，根据德国媒体《明镜周刊》对核武师从巴尔干和东欧向德国走私武器的调查显示，这一“活动终止”实际上是一场针对执法机构的伪装，该组织仍在积极运作中。
据爱沙尼亚媒体《爱沙尼亚快报》报道，爱沙尼亚国内安全局曾拘留一名当地青少年，他被指是该组织的领导人之一和招募者，在网上使用代号“指挥官”（Commander）或“战争领主”（Kriegsherr）。他曾指导他人制造炸弹、讨论袭击计划，并鼓励成员参加准军事训练。然而，由于其尚未成年且在法律上不具备刑事责任能力，当局无法对其正式逮捕。同时，其在该组织中的“领导者”地位也遭到《爱沙尼亚快报》的质疑。在一张公开的照片中，这名男孩戴着骷髅面罩、手持手枪，正在参加由卡莱普组织的武器训练。据称，卡莱普还曾化名“Kert Valter”参与该组织的聊天群。
在英国，内政部于2020年7月13日宣布正式将烈火战争师列为恐怖组织，该认定于7月17日生效。此外，英国上议院议员约翰·曼男爵提议应与爱沙尼亚政府部长级官员展开对话，因为烈火战争师与太阳战争师似乎都与爱沙尼亚有密切联系……以了解为何此类组织在波罗的海国家迅速发展的深层原因。
2020年9月2日，来自沃里克郡的保罗·邓利维在伯明翰刑事法院出庭，被指控准备实施恐怖袭击。据称，他曾表示自己正在获取武器并锻炼体能，目的是发动一场大规模枪击事件以“挑起种族战争”，并为此购入了手枪和弹药。2020年10月2日，他被判有罪，随后被判处五年六个月监禁。2021年2月1日，一名被认为是烈火战争师英国分支领导者的康沃尔青少年承认12项恐怖主义罪名，成为英国历史上最年轻的恐怖主义定罪者之一。警方早在2019年就曾突袭其住所，发现了武器制造说明书以及九角骑士团的相关文献。2023年1月，卢卡·贝宁卡萨在温彻斯特刑事法院被判处九年三个月监禁。他掌握炸弹制作说明，并是烈火战争师”和九角骑士团的活跃成员与招募者。他对恐怖主义相关罪行及持有儿童色情制品的指控表示认罪。
瑞典-爱沙尼亚双重国籍的北欧抵抗运动成员奥斯卡·拉斯因持有极端主义观点，于2021年被瑞典政府以“国家安全威胁”为由驱逐出境，遣返回爱沙尼亚。拉斯的父亲是爱沙尼亚保守人民党地方分部的创始人之一，并曾与儿子及其另一名爱沙尼亚朋友一起参与北欧抵抗运动示威活动。 奥斯卡·拉斯还曾与朋友一起拍摄戴口罩手持《围攻》一书的照片，并出席了蓝色觉醒与核武师在爱沙尼亚举行的相关活动。
2023年5月，奥地利全国展开大规模行动，警方对10名被指与烈火战争师有联系的人员进行了突袭和逮捕。在行动中，警方还查获了多件枪支和纳粹物品。其中，一名维也纳男子被指控制造炸弹并呼吁发动恐怖袭击。
2024年7月，“东欧加速主义组织”——“疯狂谋杀邪教”（Maniac Murder Cult，简称MKU）的一名头目、格鲁吉亚人米哈伊尔·“屠夫”·奇希奎什维利被逮捕，因涉嫌策划毒杀犹太人，他面临长达50年的监禁。在他的领导下，MKU与烈火战争师开展了合作。2024年7月1日，一名奥地利21岁烈火战争师成员被判处两年监禁，罪名包括参与犯罪组织等。早在2023年5月，警方对其住所进行搜查时，曾查获枪支和防弹衣。在烈火战争师的聊天记录中，该男子曾讨论使用毒气和炸药袭击犹太人和穆斯林。讽刺的是，当时他受雇于犹太机构担任安保人员，并被合法配发枪支。所幸在其实施计划之前，警方已将其拦截并逮捕。
2025年1月21日，爱沙尼亚哈尔尤法院裁定三名烈火战争师成员罪名成立，理由是他们参与并为该恐怖组织招募成员。

### 俄罗斯

AWD罗斯兰的旗帜

2020年5月31日，核武师宣布在俄罗斯成立新的分支小组。该分支接受了来自俄罗斯帝国运动（RIM）的军事训练——该组织已被美国国务院认定为恐怖组织。据称，与该组织有关的美国公民也参与了培训。其中，核武师领导人卡勒布·科尔便是接受过RIM训练的美国人之一。核武师与RIM之间的联系可追溯至2015年，当时创始人布兰登·鲁塞尔曾与RIM高层会面。据恐怖主义、极端主义与反恐研究中心的报告显示，大约在2018年与2020年，核武师的成员曾在RIM的设施中接受训练，并指出两个组织之间存在一定程度的人员重叠与合作关系。
BBC News 俄语的调查成功识别出核武师俄罗斯分支的一些成员。其中一些人曾活跃于已被取缔的民族社会主义社团——该组织成员曾犯下27起仇恨犯罪谋杀案，甚至斩首一名警方线人。该组织成员还将布伦顿·塔兰特的加速主义宣言翻译为俄文并进行传播。警方在叶夫根尼·马纽罗夫的住所中发现了该宣言副本，据称他受到宣言启发，在莫斯科联邦安全局总部开枪射杀多名安全局人员。该分支还与核武师在其他国家的网络保持联络，并与乌克兰加利西亚地区的极端分子保持联系。2020年7月，乌克兰安全局（SBU）在基辅对疑似相关的新纳粹分子展开突袭，这些人运营非法印刷设施，印制并贩售该宣言和其他纳粹文献。随后，SBU又在敖德萨突袭了另一个新纳粹团体，该团伙正在策划纵火焚烧犹太教堂。突袭中查获了枪支武器。据乌克兰安全局表示，这两起行动均由来自俄罗斯的人员策划与操纵。
正如其他地区的情况一样，AWD罗斯兰与九角骑士团俄罗斯支部存在密切联系。该组织涉及多项严重犯罪，包括：谋杀、焚烧教堂、性侵、强迫儿童卖淫、持有极端主义神秘主义材料，以及因宗教和种族仇恨煽动谋杀等行为。多名成员已被逮捕，其中一人被强制送往精神病院接受治疗。2021年8月20日，四名九角骑士团成员因在卡累利阿和圣彼得堡实施撒旦仪式谋杀被逮捕。其中两人还被指控大规模贩毒，警方在其住所中查获大量毒品。2021年10月，布里亚特的一支核武师小组因涉嫌策划袭击政府和移民而被逮捕。警方在其位于乌兰乌德的藏匿地点查获了枪支、炸药和纳粹物品。鉴于核武师在俄罗斯的活动，俄方已将其核心教材《围攻》列为“极端主义材料”并予以禁止。
AWD罗斯兰是一个由多个新纳粹组织组成的联合阵线的一部分，这些组织共同参与了俄罗斯对乌克兰的入侵。除了AWD罗斯兰以外，该联合阵线的成员还有：九角骑士团俄罗斯分支、鲁西奇小组，以及被美国列为恐怖组织的俄罗斯帝国运动。此外，这些组织之间存在人员重叠。

### 意大利
早在之前，核武师就在瑞士意大利语区活动；到了2021年，该组织在意大利建立一完整的分支，共有38名成员，於萨沃纳成立。这个组织被称为“新社会秩序”。2021年1月22日，警方在萨沃纳逮捕了一名22岁的头目安德烈亚·卡瓦莱里，并在热那亚、都灵、卡利亚里、弗利-切塞纳、巴勒莫、佩鲁贾、博洛尼亚和库内奥等地搜查了另外12名成员的住所，展开反恐行动。警方缴获了多种枪械。卡瓦莱里被怀疑正在策划大规模枪击事件，警方相信他们成功挫败一次袭击。在他家中查获了十支步枪和三把手枪。据调查人员称，他还曾出版和传播煽动性宣传材料，号召发动针对“被锡安主义者控制的政府”的革命，鼓吹灭绝犹太人和“背叛本民族者”。据称，卡瓦莱里还鼓励他人效仿安德斯·布雷维克和布伦顿·塔兰特，实施大规模谋杀，并强奸和杀害该组织的敌人。他被指控组建恐怖组织，并因出于种族仇恨动机而煽动犯罪行为。新社会秩序自称是“一支民族社会主义革命者的特种部队”，该组织“只欢迎愿意赴死的战士”，其“主要目标是种族战争”。
2021年12月27日，意大利核武师的五名头目被逮捕，警方在波代诺内、布林迪西、米兰、都灵、费拉拉、摩德纳、维罗纳和博洛尼亚等地展开搜查。突袭过程中，警方缴获了纳粹宣传资料和武器。这些被捕的头目被怀疑散布有关爆炸物的信息。2024年2月5日，现年24岁的路易吉·安东尼奥·佩内利因“为纳粹主义辩护及招募人员”而被判处5年监禁。佩内利于两年前加入核武师。
2024年12月4日，意大利博洛尼亚警方突袭了一个名为“新社会秩序——黑太阳”或“狼人之师”的核武师意大利分支异端小组的25处成员住所，并逮捕了数名成员。这些人被指控密谋刺杀意大利总理焦尔吉娅·梅洛尼以及非法持有武器。据《日报》报道，该组织与圣战恐怖分子存在关联。据称，一名来自博洛尼亚的男子曾自愿加入巴勒斯坦武装组织狮穴作战，随后返回意大利；此外，还有一名巴勒斯坦解放组织成员齐亚德·阿布·萨利赫曾为该组织制造爆炸装置。

### 芬兰
核武师芬兰“西托因师”（AWDSS）成立于2019年北欧抵抗运动被取缔之后。当时，该地下组织的一些成员开始接受加速主义和神秘主义思想。该组织以芬兰新纳粹分子佩卡·西托因命名，并于2021年9月15日正式公开宣布成立，这一天是德国纳粹党采用卍字旗和通过《纽伦堡法案》的纪念日。组织公布了成员持突击步枪的视频。然而，AWDSS在正式宣布前就已秘密活动多时，其中一些成员此前已被反法西斯行动者揭露身份。在成立AWDSS之前，这些前NRM的加速主义分子曾以“民族社会主义青年”（Kansallissosialistinuoret）名义短暂活动。AWDSS与邻国爱沙尼亚的烈火战争师保持着特别密切的联系。据芬兰广播公司的一项调查显示，已知的AWDSS成员中，有三分之二曾参与北欧抵抗运动或“奥丁之兵”，并拥有暴力犯罪前科；其中多人曾被判谋杀罪。在其私人聊天中，芬兰核武师的成员讨论强奸政治敌人，并发布枪械训练的视频。
AWDSS与芬兰九角骑士团组织的各个分支存在联系，且有部分成员重叠。芬兰议员威廉·云尼拉曾在议会引用一篇有关核武师的报导，呼吁应将这个在全国范围内活跃的组织列入被禁止名单。2021年9月，儿童保护组织救助儿童会警告称，诸如核武师与九角骑士团这样的极端组织正在芬兰诱导并招募儿童。此前已有五名芬兰人因对多名儿童实施性虐待而被逮捕。警方指出，这些犯罪行为涉及“纳粹主义与撒旦教”背景，以及使用冰毒。2021年9月25日，在赫尔辛基一次纳粹集会中，核武师成员袭击了前来抗议的反法西斯人士，并被警方当场逮捕。核武师还与芬兰黑色秩序教团的本地分支合作，组建了一支边境巡逻民兵队伍，并招募了退役宪兵参与。据《Seura》杂志报道，该组织中有些成员曾在乌克兰的亚速营服役。除了亚速营，俄罗斯帝国运动也曾为芬兰的新纳粹分子提供过准军事训练。此外，芬兰新纳粹分子还被一些本地的极右翼亲俄政党招募，参与俄乌战争。
2021年12月4日，芬兰警方在坎康佩逮捕了一个由五人组成的小组，怀疑他们正在策划恐怖袭击。警方缴获了大量武器，包括突击步枪、40公斤炸药以及数百升爆炸物前体化学品。据芬兰媒体报道，这些人隶属于AWD芬兰，信奉加速主义与九角骑士团式的撒旦主义。警方怀疑他们曾计划炸毁位于尼尼萨洛的一处难民中心，并为此准备了爆炸物。此外，这些人还涉嫌出于仇视同性恋动机实施袭击，并纵火烧毁另一座难民安置中心。2023年7月，芬兰警方在拉赫蒂再次逮捕了五名男子，这些人持有突击步枪，信奉加速主义和《围攻》理论，并计划通过袭击基础设施（如电网与铁路）引发种族战争。他们讨论重建一个新的核武师小组，并曾讨论暗杀芬兰总理桑娜·马林。有报道称，这些人至少曾计划前往俄罗斯接受训练，并与亲俄极右翼活动人士雅努斯·普特科宁会面。随后，《晚报》证实，这些人确实接受过枪械和爆炸物的使用训练。此外，该小组还曾对左翼目标实施入室盗窃行为。2023年10月31日，拉赫蒂的这几名男子因恐怖主义罪行被判刑。29岁的维尔亚姆·尼曼被判处3年4个月监禁；一名2001年出生的男子被判7个月缓刑；另一名1996年出生者被判1年9个月监禁；第四人被判刑1年2个月。此外，警方还监控了一名与尼曼关系密切、信奉九角骑士团教义的男子，此人涉嫌计划进行“仪式性谋杀”，并被随后逮捕。他还被怀疑是向社会民主党、绿色联盟和左翼联盟党部寄送连环炸弹邮件的幕后人物。
截至2023年11月，芬兰警方正在调查至少三起与九角骑士团和核武师有关的恐怖主义案件。据《晚报》报道，位于坦佩雷的芬兰中心支部可能与该市几起未破谋杀案有关联。

### 法国（成就）
据《巴黎人报》报道，一名被称为“西蒙”的法国人与一名被称为“尼古拉”的阿尔萨斯男子合谋策划一起双重大规模谋杀，预定在希特勒的生日——4月20日实施。作为准备，西蒙已在滨海塞纳省的他的前高中及附近清真寺进行踩点。西蒙曾写道，“我想做得比哥伦拜恩更狠”，并对大规模杀手安德斯·布雷维克表达了崇拜之情。9月28日，对内安全总局（DGSI）将西蒙逮捕并拘留，随后他被带到反恐法官面前，以“犯罪恐怖组织同谋”罪名起诉，并被置于审前拘押中。调查人员在他家中搜出约20把刀具，以及包括一支装有望远镜瞄准镜的长枪和一支霰弹枪在内的至少三支火器。西蒙通过核武师结识了他的“战友”——莱拉·B和尼古拉。与西蒙类似，莱拉·B也曾计划在自己的高中发动致命袭击，并打算在复活节假期期间在家附近的教堂安放炸弹。她的行动计划在预定行动日前几天被DGSI截获，2021年4月8日因“犯罪恐怖组织同谋”罪名遭到起诉。

### 阿根廷
据报道，核武师在阿根廷的分支最早于2020年初被曝光。布宜诺斯艾利斯检察机关的托马斯·格尔沙尼克表示，阿根廷并不是例外，当地分支在大学内传播宣传资料，并组织枪械训练。媒体之所以揭露此事，是因阿根廷犹太互助协会的首席拉比加布里埃尔·达维多维奇遭阿根廷新纳粹暴力殴打，引发社会关注。根据英国斯旺西大学网络威胁研究中心（CYTREC）的调查，AWD阿根廷与邻国巴西的同类新纳粹分子保持联系。该组织同时是“钢铁秩序”的一员，这是一个加速主义团体的国际联盟。2023年10月，阿根廷执法机构在马德普拉塔发现了一个新的核武师小组，并在突袭中查获了多支突击步枪。警方还在图库曼省、圣菲省以及布宜诺斯艾利斯省的贝尔格拉诺将军市突袭了多个核武师据点，拘捕了多名成员。
两名核武师成员因威胁一位阿根廷知名LGBT活动人士，及“组建白人至上主义组织”而被逮捕。
据《阿根廷时报》报道，针对阿根廷副总统克里斯蒂娜·费尔南德斯·德基什内尔的刺杀未遂事件，其背后的思想动机受到核武师的影响。

### 巴西
自雅伊尔·博索纳罗上任总统以来，核武师及其他相关组织迅速在巴西建立分部。截至2019年，此类组织已增至约330个，其扩张速度与仇恨犯罪的增长趋势相符。核武师在巴西的分支至少自2019年起就已活跃，主要负责将其宣传材料翻译成葡萄牙语并广泛传播，还包括散发制造爆炸装置的手册。
2021年5月，在播客节目《Infiltrado No Cast》中，主持人阿莱·桑托斯通过提供虚假身份信息，成功潜入AWD巴西的聊天群，记录了该组织的招募流程。2023年11月，巴西情报局在名为“加速行动”的行动中逮捕了七名与核武师有关联的男子，约有100名民警参与此次行动。这些人被指控参与犯罪组织并宣扬纳粹主义。据称，他们是位于南里奥格兰德州和塞阿拉州多个新纳粹小组的领导人。警方还在南里奥格兰德州、库里奇巴、圣保罗、阿拉索亚巴达塞拉、里贝朗皮里斯以及福塔莱萨等地突袭了23处地点，查获了电子设备、武器以及大量纳粹标志物品。
在2023年，巴西接连发生多起校园枪击和袭击事件，其中一些袭击受哥伦拜恩校园枪击案以及新纳粹行动的启发。例如，加布里埃尔·罗德里格斯·卡斯蒂廖尼是阿拉克鲁斯两起枪击案的凶手，他曾活跃于Terrorgram，在实施袭击时佩戴纳粹卍字臂章，身穿核武师制服。卡斯蒂廖尼承认自己是袭击的执行者，并供述称他为此筹划了整整两年。此外，他的父亲曾在社交媒体上分享过《我的奋斗》的封面图片，该内容在枪击事件发生后被删除。

### 西班牙（蓝师）
2020年9月，西班牙国民警卫队与加泰罗尼亚自治区警察在拉波夫拉德塞尔沃莱斯和埃尔坎佩略逮捕了两名男子，他们涉嫌策划恐怖袭击，意图引发一场“种族战争”。在突袭行动中，警方缴获了炸药和枪支。两人曾参与建立一个“全白人”乡村社区的计划，并为“社会崩溃”囤积武器。两个月后，2020年12月，警方又在潘普洛纳和龙达逮捕了另外两人，他们被指控策划类似的恐怖袭击。调查人员指出，这四人与核武师有关联，并曾制作西班牙语的核武师宣传资料。除囤积武器和爆炸物外，这些人还被发现制造具有催情作用的精神药物。此外，据《机密报》报道，在2020年末的这几起逮捕事件之前，还有两起已被挫败的恐袭阴谋也与该组织有关：一名年轻人曾计划使用150公斤炸药炸毁巴利阿里群岛大学；另一名居住在西班牙的墨西哥籍男子则计划在一次极左示威中释放窒息气体实施袭击。
2023年12月晚些时候，西班牙国民警卫队逮捕了11名新纳粹准军事组织的头目，另有11人正接受调查。该组织与核武师有关联。在此次行动中，警方缴获了10件火器、超过9000发子弹、34瓶硫酸、用于制造爆炸物的原材料，以及大量违禁武器。该组织的总部设在马拉加省。

## 流行文化
关于核武师，已有五部完整的纪录片报道其活动和危害：Vice TV的《美国帮派联盟：核武师》、公共广播电视公司的《仇恨档案：美国新纳粹》、《明镜》的《审讯中：核武师》（第一、二部分）以及MSNBC的《打破仇恨：核武师》。